# Estatut d'Autonomia de Ceuta
L'Estatut d'Autonomia de Ceuta és l'estatut d'autonomia de la ciutat autònoma de Ceuta. Fou aprovat amb la Llei Orgànica 1/1995, de 13 de març. El contingut inicial és idèntic al de l'Estatut d'Autonomia de Melilla perquè van nàixer alhora de les mateixes forces polítiques majoritàries estatals sense que hi intervingueren les pròpies ciutats.

## Desenvolupament

### Procès d'aprovació
La Constitució espanyola de 1978 preveu en la Disposició Transitòria Cinquena que Ceuta pot esdevindre comunitat autònoma mitjançant un acord adoptat per la majoria de l'ajuntament.
En els Acords autonòmics de 1981 es va parlar de Ceuta i Melilla, les dues ciutats, dient que o es mantenien com a ajuntaments o esdevenien comunitats autònomes. Eixe mateix any, l'ajuntament de Ceuta va fer un acord per constituir-s'hi, remetent-lo a les Corts Generals.
El 1986, Coalición Popular presentà una proposició d'estatut per a Ceuta i Melilla, es va fer un llarg procés negociador que fou interromput pel Partit Popular per motius d'estratègia electoral.
Durant la dècada de 1990, es presentaren diversos propostes d'estatuts autonòmics que foren rebutjats i es va fer palès l'interés de les ciutats de convertir-se en comunitats autònomes amb les plataformes reivindicatives. En el Pacte autonòmic de 1992 es va comentar l'assumpte. El govern espanyol defenia donar-los una autonomia per via art. 144b CE i el Partit Popular defenia que es convertiren en comunitats autònomes plenes amb la disposició transitòria cinquena. Després de les eleccions de 1993, el Ministeri d'Administracions Públiques envià un informe al PP i al PSOE sobre la posició de Ceuta i Melilla a l'ordenament jurídic espanyol i l'atorgament d'estats d'autonomia. L'informe va ser rebut amb reticències a les ciutats i va ser rebut positivament a Madrid. El setembre de 1994, el Consell de Ministres aprovà els projectes d'estatut de les dues ciutats i foren remitides al Congrés dels Diputats. El projecte satisfeia a ambdós partits polítics estatals: s'establia l'estatus de ciutat autònoma.
El projecte va ser aprovat el febrer de 1995 sense massa incidents a les Corts Generals amb la Llei Orgànica 1/1995 i fou publicat al Butlletí Oficial de l'Estat núm. 62, de 14 de març de 1995.

### Reacció al Marroc
El govern del Marroc considera que Ceuta i Melilla, a més de les places de sobirania situades a la cosa nordafricana, són territori ocupat que ha de ser integrat a la seua jurisdicció. En el Títol preliminar de l'estatut autonòmic de Ceuta s'estableix que Ceuta és part integrant i insoluble de la Nació espanyola, el qual desestima qualsevol consideració de las reivindicacions marroquís.
Tant en el marc del seu projecte com al de la seua aprovació, es van produir diverses protestes per part del poder executiu marroquí, així com d'altres líders polítics del país, que s'anaren calmant a la fi de 1995.

### Projecte de reforma
Des de 2005 existeix el projecte de reforma de l'estatut, que entre els seus principals objectius té el de denominar-se comunitat autònoma i ampliar les competències, limitades en el seu règim pel seu caràcter especial.

## Contingut
L'Estatut d'Autonomia de Ceuta es caracteritza per incorporar competències típiques de les comunitats autònomes, sumant-li-les a les competències que ja tenia com a corporació local, ajuntament i diputació, establides per la legislació estatal. No se li van incorporar competències legislatives.
A més, contempla la possibilitat que se li transferisquen competències des de l'estat central.